# Ute (dialecte)
El ute /'juːt/ és un dialecte de la llengua numica del riu Colorado, parlat pel poble ute. Els parlants viuen principalment a tres reserves: Uintah-Ouray (o Northern Ute) al nord-est de Utah, Southern Ute al sud-oest de Colorado i Ute Mountain al sud-oest de Colorado i sud-est de Utah. El ute forma part de la branca numica de la família lingüística uto-asteca. Altres dialectes d'aquest Continu dialectal són el chemehuevi i el southern paiute. A partir del 2010, hi havia 1.640 parlants combinats dels tres dialectes Colorado River Numic. La llengua materna dels ute, Colorado River Numic, es classifica com una llengua amenaçada, tot i que hi ha programes de revitalització lingüística per al dialecte patrocinats per la tribu.
Ute com a terme va ser aplicat al grup pels exploradors espanyols, essent derivat del terme quasuatas, utilitzat pels espanyols de l'època per referir-se a totes les tribus al nord dels pobles pueblo i fins als pobles shoshone. El poble ute anomena la seva pròpia llengua com núu-'apaghap i o núuchi, que significa "la parla del poble" i "del poble" respectivament.

## Fonologia

### Vocals
T. Givon (2011) ofereix la següent informació ortogràfica i fonètica per a Southern Ute. L'Ute del Nord difereix del Sud i del Central en algunes àrees lèxiques i fonològiques.
Southern Ute té cinc vocals, així com diversos al·lòfons, que no es mostren a l'ortografia. Cada vocal pot ser curta o llarga, i la longitud de la vocal es marca ortogràficament duplicant la vocal. En el ute, la longitud d'una vocal és sovint fonèmica i rellevant per determinar el significat. Per exemple, whca-y, que significa "embolcall", versus whcáa-y, que significa "remolí". En alguns casos, però, la diferència entre una vocal llarga i una curta és purament fonètica i no canvia el significat de la paraula. El ute pronuncia vocals en determinats entorns fonològics o gramaticals, tal com es descriu en apartats posteriors. Les vocals sonores es marquen a l'ortografia subratllant-les o, quan s'ha perdut la identitat de la vocal subjacent, amb la lletra [h].
Aquí el text en negreta indica una representació ortogràfica pràctica, mentre que la representació de l'IPA s'inclou entre parèntesis.
|                 | Anterior   | Anterior        | Central | Posterior  | Posterior |
| sense arrodonir | arrodonida | sense arrodonir | Central | arrodonida |           |
| --------------- | ---------- | --------------- | ------- | ---------- | --------- |
| Alt             | jo [i]     |                 |         | ʉ [ɯ]      | tu [u]    |
| Mitjana         |            | ɵ [œ]           |         |            |           |
| baix            |            |                 | a [ä]   |            |           |

#### Al·lòfons
- [ɨ] és un al·lòfon de ʉ
- [e] i [æ] ambdós son al·lòfons de a; això darrer s'usa més sovint en els parlants més joves, mentre que el darrer és més usat en parlants de major edat.
- [o] és un al·lòfon de ɵ.

### Consonants
Les consonants de Southern Ute es donen a la taula següent. Com anteriorment, les representacions ortogràfiques són en negreta i les representacions de l'IPA entre parèntesis. Totes les oclusives en el ute no tenen veu. Per tant, g aquí no indica una parada velar sonora sinó més aviat una fricativa velar sonora, semblant a luego en castellà. També és semblant al castellà la fricativa bilabial sonora v, com en la frase castellana la verdad, en contrast amb la fricativa labiodental sonora [v] que no apareix en el ute. Els sons velars k i g tenen al·lòfons uvulars: k esdevé una parada uvular sorda [q] o una fricativa uvular sorda [χ] quan està entre dues vocals o adjacent a la vocal [o] ;
 igualment g es converteix en una fricativa uvular sonora [ʁ] en les mateixes condicions. Tant k o g poden convertir-se en una fricativa velar sorda [x] davant d'una terminació de paraula sense veu.
Tingueu en compte que les coronals es produeixen com a sons dentals en lloc dels sons alveolars utilitzats en anglès.
|           | Labial | Dental | Palatal | Velar | Glotal |
| --------- | ------ | ------ | ------- | ----- | ------ |
| Atura     | p [p]  | t [t]  | ch [tʃ] | k [k] | ' [ʔ]  |
| Fricativa | v [β]  | s [s]  |         | g [ɣ] |        |
| Nasal     | m [m]  | n [n]  |         |       |        |
| Semivocal | w [w]  |        | y [j]   |       |        |
| Bategant  |        | r [ɾ]  |         |       |        |

#### Al·lòfons
- [q], i qh (o [χ]), son al·lòfons de k
- kh (o [x]), és un al·lòfon de k o g
- gh, o [ʁ], és un al·lòfon de g

### Estructura de la síl·laba
Les síl·labes solen seguir el patró CVCV. Totes les paraules han de començar per una consonant, però altres síl·labes poden incloure o no un inici. Quan hi ha un inici, normalment es compon d'una sola consonant. Les paraules amb sufixos com -'ni, -'na i 'wa, poden tenir un inici de dues consonants, encara que històricament eren - ni-'i, -na-'a i -wa-'a respectivament. Aquestes formes de sufix anteriors tenien inicis d'una sola consonant. La majoria de síl·labes no tenen codes, però algunes codes apareixen al final de paraula, com en pʉi-n, 'Estic dormint'.

### Accent
Cada paraula de Southern Ute ha de tenir una vocal accentuada. Es pot accentuar la primera o la segona vocal d'una paraula en ute, sent aquesta darrera situació la més comuna. L'accent es marca ortogràficament quan apareix a la primera vocal. En paraules compostes, l'accent primari s'aplica a la primera asta, i també es pot produir un accent secundari en una asta posterior.
L'accent vocàlic és contrastiu en parelles com, suwá, que significa "gairebé", i súwa, que significa "directament". Tingueu en compte que la vocal tancada posterior no arrodonida ʉ sovint es pronuncia com a [ɨ] central alta quan està àtona. Tot i que aquest canvi produeix alguns parells mínims, és una desaccentuació, més que el canvi de vocal, el que produeix el canvi de significat i, per tant, [ɨ] queda exclòs de l'ortografia.

### Processos fonològics
El ute té diversos processos fonològics que afecten la realització dels fonemes subjacents. A continuació es mostra una mostra representativa.
- a canvia a [e] o [æ] (normalment per als parlants més joves i més grans, respectivament) quan està a prop de y, i o ɵ , com ara en ɵæ-qar u , 'groc' o 'ura-'æ y , 'és '. Encara que a sovint fa l'alternança quan precedeix o segueix directament y, i o ɵ, no ha d'estar directament al costat d'un d'aquests fonemes, com en sinaæv i, "llop"
- ɵ es converteix en [o] quan precedeix o segueix directament [gh], [q] o [qh]; tanmateix, k es converteix en [q] i [qh] entre dues a s o directament davant o després de [o], de manera que el precís es desconeix el mecanisme. qhoqh, 'serp toro', és una paraula on es produeix aquest procés
- g es converteix en [gh] quan està entre dues a s o directament davant o després de [o], com ara en pagha-'ni, "caminant"
- w s'insereix després de g i k si la g o k segueixen directament u, [o] o ɵ, com en tagu-kwa, 's/he tenia set'
- De vegades, les vocals s'expressen en síl·labes àtones inicials o finals de paraula, o síl·labes àtones que comencen amb una consonant sorda, consonant nasal o llisca, com ara whcaay, 'remolí'.

## Morfologia
El ute és polisintètic. Els afixos són majoritàriament sufixos, però hi ha tres tipus principals de prefixos per als verbs i un per als substantius.

### Substantius
La majoria dels substantius en ute tenen obligatòriament sufixos. Els substantius inanimats solen prendre el sufix -p u / -v u. Tanmateix, aquest sufix de vegades també pot denotar noms animats o parts del cos. Els substantius animats solen prendre el sufix -chi, però també poden prendre -vi/-pi o -t u /-r u. Els parells de consonants p/v i t/r van ser abans al·lòfons, però ja no són predictibles; això produeix els sufixos separats per una barra inclinada. Alguns substantius animats més antics tenen una vocal final silenciosa en lloc d'un sufix explícit.
- p u també s'utilitza per derivar substantius inanimats dels verbs, com ara piki - p u "cosa podrida" de piki- "estar podrit". -t u /-r u s'utilitzen per a substantius animats que deriven de verbs o possessió: així, kaá-mi-t u "cantant" deriva de kaá-mi ya "canta" i piwa-gha-t u "persona casada, cònjuge" deriva de piwa-n "el meu cònjuge".
Hi ha tres maneres de marcar el plural, i només els substantius animats es marquen per al plural. -u és el sufix plural més comú, i -mu s'acostuma a utilitzar per als noms plurals que deriven de verbs o possessió. Aquests sufixos es col·loquen després del sufix nominal obligatori. Finalment, alguns substantius mostren el plural mitjançant la reduplicació de la primera síl·laba en combinació amb el sufix -u, com en táa-ta'wa-chi-u "homes" de ta'wa-ch i . En aquest cas, -u sense reduplicació crearia la forma dual: "dos homes".

### Verbs
Els verbs ute poden prendre molts sufixos i diversos prefixos. La negació es marca tant amb el sufix -wa com amb el prefix ka-. Alternativament, en comptes del prefix, la forma completa kách- pot aparèixer com una paraula separada en algun lloc abans del verb que es nega.
La reduplicació de la primera síl·laba en els verbs denota el cas distributiu. Així, táa-p u gay-'u "[s/he] li va donar una puntada de peu (una de sola)" es converteix en t a -táa-p u gay-'u "[s/he] li va donar una puntada repetidament".
La incorporació pot tenir lloc a la posició del prefix més a l'esquerra per afegir els significats de la paraula incorporada al verb. Per exemple, 'apagha-y "[s/he] parla" i pia-'apagha-y "[s/he] parla dolçament".
Els verbs solen prendre el sufix -ka després de la tija quan el subjecte és plural. -ka també es pot realitzar com a -qa, -kwa, -kya, etc. segons els processos fonològics anteriors. S'utilitzen molts sufixos per indicar temps, aspecte i modalitat. Alguns dels sufixos més comuns inclouen -y per al temps present, -vaa-ni per al futur i -mi ya . per a l'habitual. Altres sufixos inclouen -ti, -k u i -ta, que marquen el cas causatiu, benefactiu i passiu respectivament.

## Sintaxi
L'ordre de les paraules en ute és flexible i determinat principalment per la pragmàtica del discurs, tot i que els parlants utilitzaran majoritàriament l'ordre SOV quan produeixen clàusules aïllades.
Ute marca substantius per a casos nominatius i oblics. La primera categoria conté subjectes i predicats, i la segona conté objectes i genitius. En la majoria dels casos, la vocal final de tot el substantiu està emmudida en el cas nominatiu i s'expressa en el cas oblic. Per exemple, "dona" en nominatiu és mama-ch i i en oblic és mama-chi. En alguns pronoms, s'afegeix el sufix -y (veu) per marcar el cas oblic, com en singular "tu", que és ' ú m u en nominatiu i ' ú m u -y en oblic.

### Incorporació substantiva
Com s'ha descrit anteriorment a la morfologia, els substantius i altres paraules es poden incorporar com a prefixos de verbs per especificar el mètode d'acció: per exemple, wii-chi-m t u ka-y-aqh, "s/heat it with a knife" pot incorporar wii-chi-m, "ganivet", al verb t u ka-y-aqh, "menja" per produir wii-t u ka-y-aqh, "s'ho està menjant ganivet".

### Referència de canvi
La referència de canvi utilitza el pronom independent 'uwas, "s/he", o 'um u s, "ells", per referir-se a un subjecte introduït anteriorment quan hi ha diverses parts introduïdes anteriorment, per indicar que el subjecte de l'actual clàusula és diferent del subjecte esmentat anteriorment. Per exemple, a 'áa-gha máy-kya-p u gay-k u, 'ú-vwaa pagha'ni-p u ga 'uwas, "mentre xiuxiuejaven (entre ells), va caminar per allà", quan comença l'oració, el subjecte és "ells", i s'utilitza el pronom independent quan el subjecte canvia a "ell", caràcter introduït prèviament.